# Армстронг, Эдвин
Э́двин Ха́уард А́рмстронг (англ. Edwin Howard Armstrong; 18 декабря 1890[…], Манхэттен, Нью-Йорк — 1 февраля 1954 или 31 января 1954, Нью-Йорк, Нью-Йорк) — американский радиоинженер и изобретатель.

## Биография
Родился в Нью-Йорке, окончил Колумбийский университет, в котором впоследствии занимал должность профессора.
Вошёл в историю как изобретатель важнейших типов радиоприемников — регенеративного, сверхрегенеративного и супергетеродинного. Также первым предложил использовать частотную модуляцию в радиосвязи.
Покончил жизнь самоубийством, в ночь с 31 января на 1 февраля 1954 года выпрыгнув из окна своей квартиры на 13 этаже. Причиной самоубийства стала тяжёлая депрессия, вызванная многолетними тяжбами с крупными американскими компаниями из-за патентования ими его изобретений.

## Награды
- Медаль почёта IEEE (1917)
- Медаль Эглестона (1939)
- Медаль Холли (1940)
- Медаль Франклина (1941)
- Медаль Эдисона (1942)
- Медаль Джона Скотта (1942)
- Вашингтонская премия (1951)

Посмертно был избран в пантеон Международного союза электросвязи (ITU) наряду с такими учёными как Ампер, Белл, Фарадей и Маркони.